# Fredrik Coyet

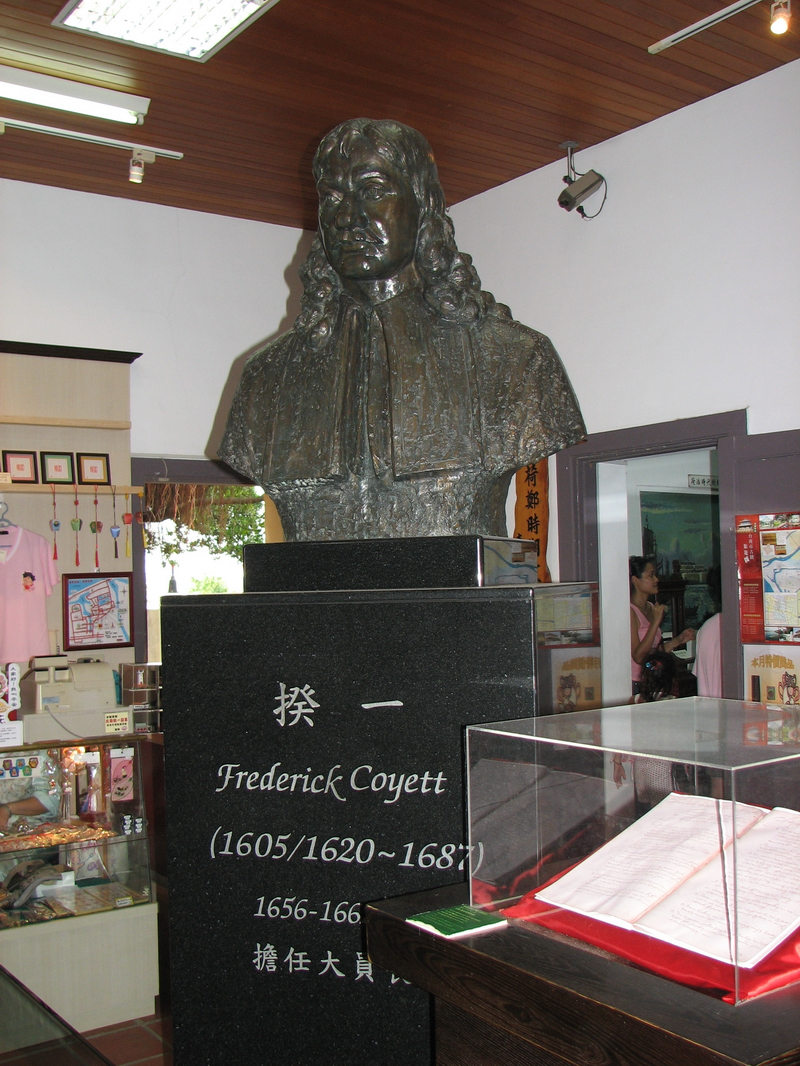
Estátua de Coyet

Fredrik Coyet (Estocolmo, c. 1615 — 17 de Outubro de 1687) foi o último governador holandês da ilha de Formosa (Taiwan) da Companhia das Índias Ocidentais. 
Nasceu na Suécia e foi o primeiro sueco a viajar para a China e para o Japão.